# Parcipromus gigantoarboricolus
Parcipromus gigantoarboricolus är en mångfotingart som beskrevs av Shelley 1995. Parcipromus gigantoarboricolus ingår i släktet Parcipromus och familjen Xystodesmidae. Inga underarter finns listade i Catalogue of Life.